# Língua gomara
O gomara é uma língua Berbere Setentrional falada em Marrocos por cerca de 10 mil pessoas Gomaras Berberes, Gomara Berber é falado na borda ocidental do Rife, entre as tribos Beni Bu Zra e Beni Mansur da confederação de Gomara. Apesar de estar listado como ameaçado, ainda está sendo passado para as crianças nessas áreas.
Gomara Berber é relativamente parecido com o Berbere Srair falado em torno do Ketama. No entanto, é difícil de entender para um falante da língua rifenha.
Algumas características típicas que distinguem a variante Gomara da Rifenha Berber são o uso da preposição dar em vez do Rifenho ghar, o feminino plural terminando  -an  em vez de  -in, ea ausência de spirantisação (aproximante) na posição inicial da palavra.

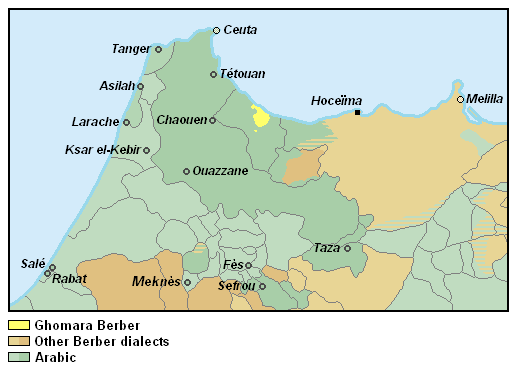
Localização Gomara

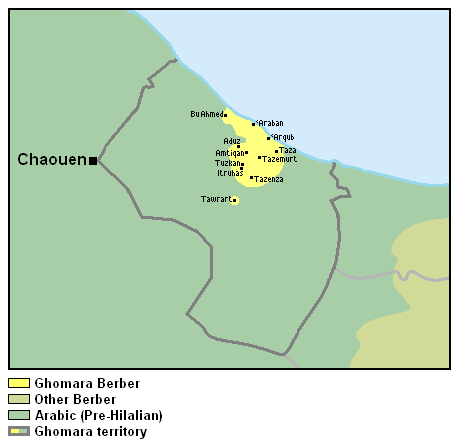
Detalhes Gomara

## Fonologia

### Vogais
Como o árabe, Gomara e os outros dialetos berberes têm três vogais: a-, i-, u-.

### Consoantes
Ghomara tem 44 consoantes, e a maioria das consoantes tem formas geminadas.
|             |             | Bilabial | Dental | Dental    | Alveolar | Alveolar    | Pós-alveolar | Palatal | Velar | Velar        | Uvular | Uvular | Faringeal | Glotal |
| plana       | faringeal   | Bilabial | plana  | faringeal | plana    | labializada | Pós-alveolar | Palatal | plana | labializada. |        |        | Faringeal | Glotal |
| ----------- | ----------- | -------- | ------ | --------- | -------- | ----------- | ------------ | ------- | ----- | ------------ | ------ | ------ | --------- | ------ |
| Oclusiva    | surda       | p        |        |           | t        | tˤ          |              |         | k     | kʷ           | q      |        |           | (ʔ)    |
| Oclusiva    | sonora      | b        |        |           | d        | dˤ          |              |         | g     | gʷ           |        |        |           |        |
| Fricativa   | surda       | ɸ        | θ      |           | s        | sˤ          | ʃ            |         | x     | xʷ           | χ      | χʷ     | ħ         |        |
| Fricativa   | sonora      | β        | ð      | (ðˤ)      | z        | zˤ          | ʒ            |         | ɣ     | ɣʷ           | ʁ      | ʁʷ     | ʕ         |        |
| Africada    | surda       |          |        |           |          |             | t͡ʃ           |         |       |              |        |        |           |        |
| Africada    | sonora      |          |        |           |          |             | d͡ʒ           |         |       |              |        |        |           |        |
| Nasal       | Nasal       | m        |        |           | n        |             |              |         |       |              |        |        |           |        |
| Aproximante | Aproximante |          |        |           | l        | (lˤ)        |              | j       |       | w            |        |        |           | ʔ̞      |
| Vibrante    | Vibrante    |          |        |           | r        | rˤ          |              |         |       |              |        |        |           |        |

## Situação
Embora os Gomara mais velhos ensinem as crianças a falarem Gomara Berber em casa, a língua ainda é considerada ameaçada, com apenas 10.000 falantes registrados. Uma razão importante pode ser atribuída à pequena área geográfica onde esta linguagem é usada, assim como o uso mais comum do árabe em todo o Marrocos.

## Gramática

### Substantivos
Para substantivos em Gomara Berber, existem várias tendências comuns. O prefixo a-, i- ou u- geralmente identifica os substantivos masculinos do singular na linguagem (ou seja,  arg'az  'homem'). Para substantivos femininos do singular, existe tanto um prefixo quanto um sufixo, como ta-… -t (ou seja, “tarbat”, “menina”). Esta é a maneira mais comum de identificar nomes singulares femininos. Os substantivos masculinos do plural são caracterizados por i-… -en ou i-… -an (isto é,  irg'azen  “homem”). Para os substantivos do plural feminino, ti-… -an (isto é,  tirbatan  “meninas”) é a circunferência mais comum.

### Pronomes
Gomara Berber usa pronomes pessoais, singulares e plurais.
A primeira pessoa do singular pronome 'nekkin' é equivalente a "eu" do português. O pronome masculino da segunda pessoa do singular  kedžin  e o pronome feminino  kemmin  é equivalente a "você" em português Da mesma forma, em Gomara Berber, o pronome masculino da terceira pessoa do singular  netta  e pronome feminino  nettaθa  é equivalente a ele/ela em portugês, respectivamente.
A primeira pessoa do plural pronome  nuçna  é equivalente a "nós" em português e a segunda pessoa do plural pronome  kunna  é equivalente a "todos vocês" em português. Por fim,  niçma  é o pronome da terceira pessoa do plural equivalente a "they" em inglês, e não se distingue pelo gênero.

### Verbos
m Gomara, os verbos berberes contêm certos afixos que caracterizam singularidade, pluralidade e ponto de vista (PDV). Segue-se um exemplo das conjugações verbais do português "escrever" ou "ara" em Gomara Berber:
| Singular: - 1ª PDV: ara-x - 2ª PDV: t-ara-t - 3ª Masculino PDV: y-ara - 3ª Feminino PDV: t-ara | Plural: - 1ª PDV: n-ara - 2ª PDV: t-ara-m - 3ª PDV: ara-n* |  |

### Adjetivos
Os adjetivos têm o sufixo -ø, que caracteriza os substantivos masculinos do singular ou -θ, que caracterizam tanto o substantivo feminino como todos os substantivos do plural. Por exemplo:
- Masculino singular:  tayfur mellulø  “o, uma mesa branca”
- Feminino singular:  tamɣart mezziθ  “o, uma pequena mulher”
- Masculino plural:  muqqreq irgazen  “(os) homens grandes”
- Plural feminino:  timettutan muqqreθ  “(as) mulheres grandes”

## Vocabulário
Um exemplo de palavras
comuns em Gomara Berber: 
- targat : “sonho”
- ahlan : “bem vindo, olá”
- hemmam : “banheiro”
- tamuda : 'porco'
- lmakla : “comida”
- tanebdut : “verão”
- kama : “cama” (origem do espanhol)

## Números
Gomara Berber usa um sistema numérico similar a muitos outros idiomas. Os números cardinais yan (“um”, masculino) e yat (“um”, feminino) são os únicos algarismos Berberes em Gomara, enquanto todos os outros números cardinais são originários do árabe marroquino. (zuž ' (“dois”), tlata (“três”),  ɛišrin  (“vinte”), tlatin (“trinta”), etc).